# Crisis migratoria cubana (2015-2017)
La crisis migratoria cubana fue una situación humanitaria crítica que se agudizó entre 2015 y 2017 con el flujo descontrolado de migrantes cubanos hacia Estados Unidos, vía Sudamérica y Centroamérica. A diferencia de los balseros, cuyo recorrido era marítimo a través del Estrecho de Florida, este flujo migratorio iba en dirección a Sudamérica vía aérea (hasta el 1 de diciembre de 2015, la principal ruta de escape era Ecuador ya que no exigía visa a los cubanos, luego la ruta principal pasó a ser Guyana) y luego terrestre desde ese país hasta Estados Unidos, atravesando en total ocho países.
La principal causa de la agudización del flujo migratorio fue el deshielo cubano en diciembre de 2014, que relanzó las relaciones diplomáticas entre Cuba y Estados Unidos suspendidas por 54 años, y que tendría como consecuencia el fin de algunas ventajas migratorias para los cubanos que ingresen a Estados Unidos, a través de Ley de Ajuste Cubano. Con el fin de la política de "pies secos, pies mojados" que favorecía la inmigración cubana a Estados Unidos, el 12 de enero de 2017, y el reconocimiento del gobierno cubano en aceptar deportados, el flujo de cubanos indocumentados fue detenido totalmente.

## Primera retención de migrantes en Costa Rica y Panamá
Debido al creciente flujo de cubanos, Nicaragua dispuso cerrar la frontera con Costa Rica el 15 de noviembre de 2015 y expulsar a 1100 migrantes hacia el lado costarricense, acusándolos de "violación a la soberanía". Ante el cierre por el gobierno nicaragüense, los mandatarios de los países del Sistema de Integración Centroamericana (SICA), junto con Colombia, México, Ecuador y Cuba se reunieron para buscar una solución al problema, sin embargo, ante la falta de acuerdos de algunos países como Nicaragua, Guatemala y Belice, se provocó la salida de Costa Rica del SICA el 18 de diciembre, que también anunció el cierre de la frontera a los migrantes cubanos que venían desde Panamá.
Ante la situación de retención, llegó a haber unos 6000 cubanos varados en Peñas Blancas en la frontera entre Costa Rica y Nicaragua, y unos 2000 más varados en Paso Canoas en la frontera entre Panamá y Costa Rica. En Panamá, la mayoría de los cubanos en Paso Canoas fueron alojados en albergues de las iglesias católica y evangélica, donde pasaron la Navidad, hasta el 29 de diciembre cuando el gobierno panameño dispuso el traslado de los cubanos a hoteles cercanos por razones de salud pública y seguridad.
El 29 de diciembre, tras una reunión con países de la SICA en México, acordaron un plan piloto que se aplicó en la primera semana de enero de 2016, el traslado del primer grupo de cubanos varados en Costa Rica, viajando por vía aérea hasta El Salvador y luego en bus hasta México. No obstante, la medida no alcanzó a los cubanos varados en Panamá, del cual ese país a través del presidente Juan Carlos Varela y la vicepresidenta Isabel Saint Malo garantizaron un trato digno a los migrantes con el fin de trasladarlos hasta México.
Panamá decidió por cuenta propia la solución de los 1300 cubanos varados en su territorio, a través de la vía diplomática. Adicionalmente, el flujo de migrantes cubanos que había entrado a Panamá decreció considerablemente a mediados de enero, debido a la imposición de visa de los cubanos al entrar a Ecuador.

### Solución centroamericana
El 13 de enero de 2016 se realizó un plan piloto de movilización de los migrantes cubanos varados en Costa Rica, con un grupo de 180 personas que se trasladaron en un avión fletado desde el Aeropuerto de Guanacaste, en la ciudad norteña de Liberia, rumbo a San Salvador, capital de El Salvador. Posteriormente, el grupo se montó en buses hasta la frontera con Guatemala en La Hachadura, pasando por Guatemala hasta la frontera entre Guatemala y México, terminando en Tapachula. Desde Tapachula los cubanos se movilizaron por su cuenta en México hasta la frontera con Estados Unidos.
Tras el éxito del plan, las autoridades centroamericanas realizaron una nueva salida de cubanos varados en Costa Rica, el 4 de febrero. El 5 de febrero Panamá acordó enviar a México a todos los migrantes varados en el país, estimado en unos mil cubanos, concretándose en tres vuelos realizados entre el 23 y 25 de febrero con destino a Ciudad Juárez, al norte de México. Al 24 de febrero de 2016, habían llegado a Nuevo Laredo por vía aérea nueve grupos de migrantes cubanos provenientes de Costa Rica (976 personas) y a Ciudad Juárez dos grupos provenientes de Panamá (254 personas). México concluyó el 15 de marzo, el acuerdo de traslado de migrantes desde Costa Rica y Panamá, movilizando unos 6003 cubanos.

## Segunda retención en Panamá
Tras la finalización del puente humanitario por parte de los gobiernos centroamericanos con México, una nueva oleada de cubanos proveniente de Sudamérica (ahora partiendo desde Guyana) se agolpó en el lado panameño de la frontera con Costa Rica, quien al verse impedidos de avanzar hacia Costa Rica fueron albergados en territorio panameño, llegando a alcanzar la cifra de 2147 cubanos a inicios de abril, dentro de un campamento temporal en la localidad de Los Planes, distrito de Gualaca, provincia de Chiriquí. El 13 de abril, un grupo de 1000 cubanos entró por la fuerza al lado costarricense de Paso Canoas a modo de protesta para exigir el paso libre hasta Estados Unidos, siendo expulsados de vuelta al lado panameño por fuerzas policiales de Costa Rica, quienes reforzaron la frontera con un cordón policial. El gobierno panameño argumentó que no son responsables de la acción de fuerza y culpó a Cuba y Estados Unidos por la situación de los cubanos varados. La crisis migratoria se agudizó con la retención de otros grupos de migrantes extracontinentales en tránsito (principalmente africanos) de los cuales tampoco Costa Rica ha permitido su paso, quedando retenidos en la frontera con Panamá.
Por segunda vez, Panamá logró un nuevo puente humanitario con México el 6 de mayo, permitiendo el traslado aéreo de unos 3500 cubanos varados en la frontera tico-panameña hasta Nuevo Laredo. El traslado de los migrantes fue costeado por ellos mismos y comenzó el 9 de mayo. Finalmente, el presidente panameño Juan Carlos Varela anunció el 9 de mayo el cierre de la frontera con Colombia, del mismo modo que Nicaragua y Costa Rica. Luego de varios viajes donde se movilizaron casi todos los migrantes, el 20 de mayo terminó la venta de los boletos y el 25 de mayo partió el último avión que trasladó a los migrantes cubanos, y que totalizó en 3161 migrantes.
Sólo quedó un grupo de 187 cubanos que no se encontraban en el censo de migrantes que podían trasladarse a México, manteniéndose en las oficinas de migración en Chiriquí.

## Retención en Colombia
Ante el cierre de la frontera de Panamá con Colombia, se ha generado una nueva aglomeración de migrantes cubanos y africanos en el lado colombiano, llegando a detener y devolver unos 300 migrantes que fueron interceptados por el Servicio Nacional de Fronteras panameño. Muchos de los migrantes se encuentran refugiados en la localidad colombiana de Turbo, a la espera de la reapertura de fronteras.
El 10 de agosto, el departamento de migración de Colombia anunció el fin de la crisis migratoria, declarando que la mayoría de los cubanos se acogió a la deportación voluntaria, luego que el presidente colombiano Juan Manuel Santos advirtiera la expulsión obligatoria de los cubanos. Aproximadamente 1540 cubanos se acogieron a la deportación, y que el albergue donde estaban refugiados en Turbo ya se encuentra vacío.

## Retención y deportaciones en Ecuador
Debido a las retenciones en otros países, un grupo de cientos de cubanos acampó frente a la embajada mexicana en Ecuador, exigiendo un puente humanitario, no obstante, han quedado sin respuesta. Inclusive, el gobierno ecuatoriano ha optado por la deportación de 75 cubanos.

## Tercera retención de cubanos en Panamá
A pesar de los bloqueos en las fronteras de Panamá y Costa Rica, grupos de migrantes cubanos han insistido en cruzar rumbo a Estados Unidos, pero con detenciones y deportaciones. Migración de Costa Rica ha estado devolviendo cubanos hacia Panamá, teniendo un notable aumento desde la segunda mitad del mes de agosto. Esto ha generado un nuevo punto de retención en Panamá, que ha llegado a los 300 migrantes cubanos, esparcidos entre la Ciudad de Panamá y la frontera en Paso Canoas, que incluye también migrantes haitianos y africanos.
Mientras se sigue expandiendo el flujo de migrantes, cancilleres de Colombia, Costa Rica, Ecuador, El Salvador, Guatemala, México, Nicaragua, Panamá y Perú mediante un comunicado propusieron reunirse con Estados Unidos, para buscar la derogatoria de la Ley de Ajuste Cubano, que supone es la que está motivando la migración ilegal de cubanos en América Latina.

## Fin de la crisis
El 12 de enero de 2017, el presidente de Estados Unidos Barack Obama derogó la política de "pies secos, pies mojados" e indicó que los migrantes cubanos pasarían los mismos requisitos que otros migrantes, dando fin al flujo migratorio irregular. De igual manera, Cuba quien se mantuvo reticente en recibir a los cubanos ilegales durante décadas, accedió finalmente a recibir los cubanos que fuesen deportados de Estados Unidos.
Los cubanos que todavía permanecían en Panamá, se mantenían recluidos en los albergues de Cáritas Panamá, pero luego fueron trasladados a Gualaca y se acogieron a una repatriación voluntaria el 22 de octubre de 2017, siendo trasladados unos 53 cubanos. El 2 de noviembre de 2017, las autoridades panameñas declararon finalizada la operación, incluyendo el cierre del albergue, dando por finalizada la crisis en Panamá.